# Glomera albiviridis
Glomera albiviridis är en orkidéart som beskrevs av Pieter van Royen. Glomera albiviridis ingår i släktet Glomera och familjen orkidéer. Inga underarter finns listade i Catalogue of Life.